# Lady Saw
Marion Hall, bekend geworden als Lady Saw (Saint Mary, 12 juli 1972) is een Jamaicaanse reggaezangeres. Ze was de eerste vrouwelijke DJ die een Grammy Award won.
Lady Saw maakte haar debuut in 1987; ze werkte samen met o.a. Vitamin C (Smile), No Doubt (Underneath It All) en Masha met wie zij een vrouwelijk antwoord maakte op It Wasn't Me, de hit van rapper Shaggy en zanger Rikrok. In 2015 bekeerde de zangeres zich tot het christendom en deed ze afstand van zowel haar artiestennaam als van de dancehall. Sindsdien brengt ze gospelalbums uit als Marion Hall.
- Bibliothèque nationale de France: cb14044902p (data)
- Gemeinsame Normdatei: 135243459
- International Standard Name Identifier: 0000 0000 5515 7161
- Library of Congress Control Number: no97056770
- MusicBrainz: be23dca9-50e8-455d-9029-1372b299aff0
- Système universitaire de documentation: 078069521
- Virtual International Authority File: 7589574
- WorldCat: E39PBJyX4fcyPcxJctg3xQxFKd